# D-sub

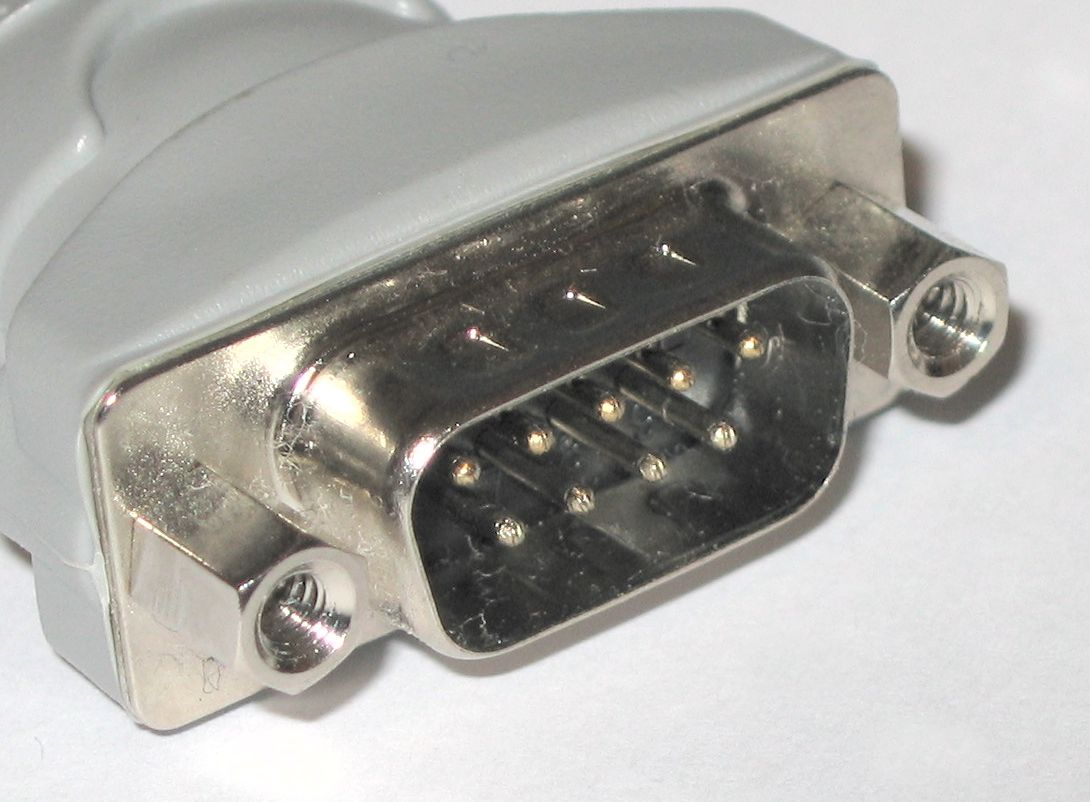
公的DE-9連接器

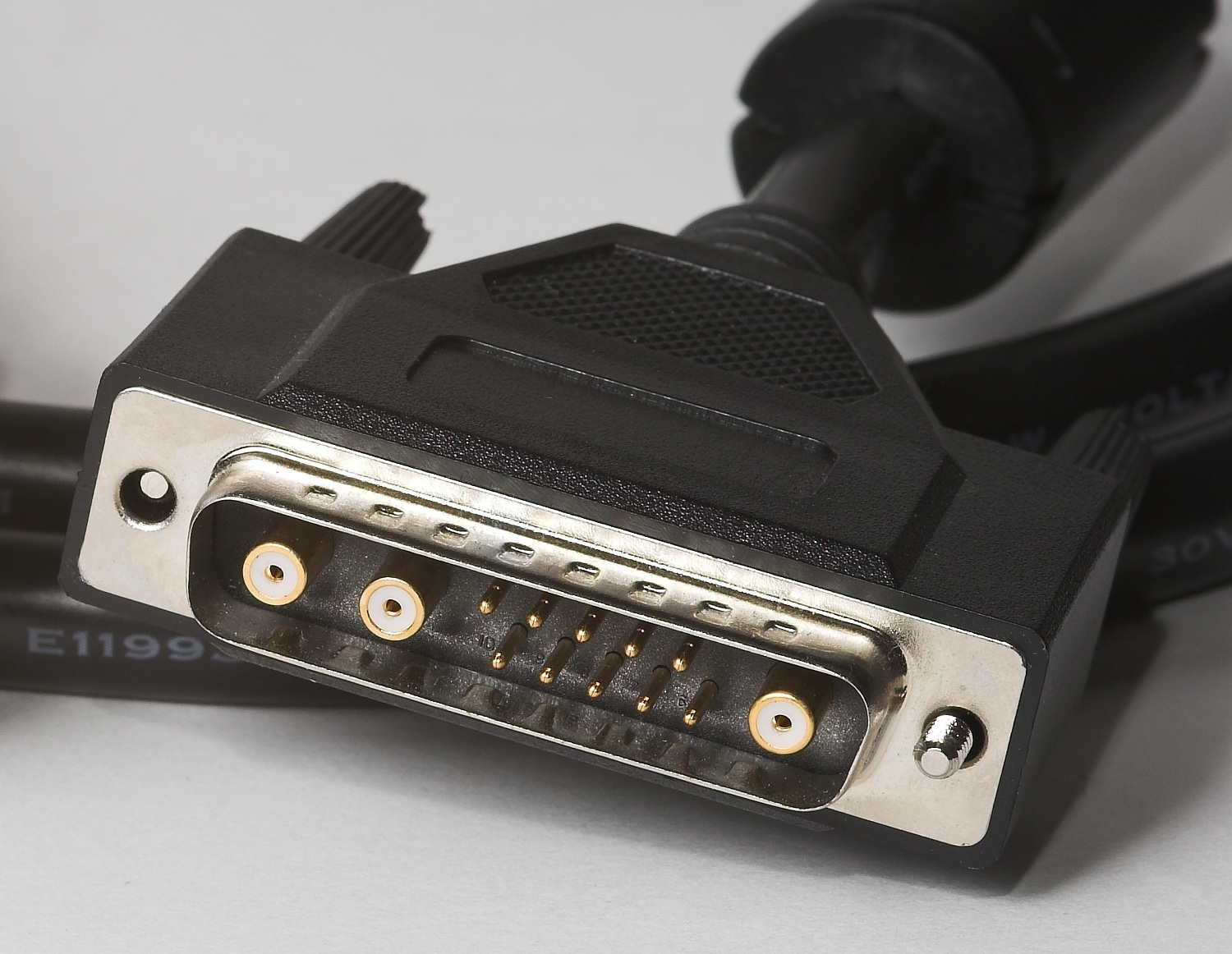
公的DB13W3連接器

D-sub（全名：D-subminiature）是常見的电子连接器，因其接頭處D型的金屬屏蔽層而得名，以往常用於電腦的电子连接器上。在剛開始發展使用D-sub時，D-sub是電腦系統中最小型的連接器之一，所以稱作D-subminiature。